# Жабокрицькі
Жабокрицькі гербу Уляницький (пол. Żabokrzyccy) — руський шляхетський рід.

## Історія
Жабокрицькі вперше фіксуються двома гілками на Волині та Східному Поділлі в XVI ст. Використання волинською гілкою предикту «на Жабокриках» від села Жабокрики у Брацлавському воєводстві може свідчити саме про подільське (брацлавське) походження роду.
Брацлавські Жабокрицькі у 1569 р. були представлені Василем (пом. 1574), Іваном (пом. 1616) та Дахном (пом. 1602). Володіли розлогими маєтностями розкиданими по всьому воєводству. З даної гілки багато представників обіймали значні уряди, зокрема: Григогій-Бенедикт Жабокрицький був брацлавським ловчим (1696) та вінницьким гродським суддею (1704); Миколай Жабокрицький був брацлавським підсудком (1674), а Олександр Жабокрицький обіймав уряд брацлавського чесника (1662). Окремі представники роду зберігали православну віру аж до кінця XVII ст.
Волинські Жабокрицькі вперше фіксуються в 1528 р., де Яцко і Івашко Жабокрицькі згадані як волинські зем'яни. Представники цієї гілки відомі меценатською діяльністю на користь Почаївської лаври, а також Луцького Хресто-Воздвиженського братства.
Після поділів Речі Посполитої рід був внесений в VI частину родовідної книги Волинської губернії та в дворянську книгу Царства Польського.

## Відомі представники
- Діонісій (Жабокрицький) (бл. 1652—1715) — православний, а потім унійний єпископ Луцький і Острозький.